# Kitajski zid
Veliki kitajski zid (poenostavljeno kitajsko: 长城; tradicionalno kitajsko: 長城; pinjin: Chángchéng; na Kitajskem znan kot Veliki zid desettisočih lijev, drugje pa kar Kitajski zid) je vrsta starodavnih kitajskih utrdb. Zgrajene so bile vzdolž zgodovinskih severnih meja starodavnih kitajskih držav in cesarske Kitajske kot zaščita pred različnimi nomadskimi skupinami iz evrazijske stepe. Prvi zidovi izvirajo iz 7. stoletja pred našim štetjem; združeni so bili v času dinastije Čin. Zaporedne dinastije so širile sistem zidov; najbolj znane dele je zgradila dinastija Ming (1368–1644).
Za pomoč pri obrambi je Veliki zid uporabljal opazovalne stolpe, vojašnice, garnizijske postaje, signalne zmogljivosti z dimom ali ognjem in svoj status prometnega koridorja. Drugi nameni Velikega zidu so vključevali mejne kontrole (omogočale nadzor nad priseljevanjem in izseljevanjem ter uvedbo dajatev na blago, ki se prevaža po Svilni cesti) in regulacijo trgovine.
Kolektivne utrdbe, ki sestavljajo Veliki zid, se raztezajo od Liaodonga na vzhodu do jezera Lop na zahodu in od današnje kitajsko-ruske meje na severu do reke Tao na jugu: lok, ki približno označuje rob mongolske stepe, v skupni dolžini 21.196,18 km. Je na Unescovem seznamu svetovne dediščine in je bil leta 2007 izbran za eno od 7 novih čudes sveta. Danes je obrambni sistem Velikega zidu prepoznan kot eden najimpresivnejših arhitekturnih podvigov v zgodovini.

## Imena
Zbirka utrdb, znana kot Veliki kitajski zid, je imela v preteklosti številna različna imena tako v kitajščini kot v drugih jezikih (predvsem angleščini).
V kitajski zgodovini se izraz Dolgi zid(i) (t 長城, s 长城, Chángchéng) pojavlja v Sima Čjanovih Zapisih velikega zgodovinarja, kjer se je nanašal tako na ločene velike zidove, zgrajene med in severno od vojskujočih se držav, kot na bolj enotno gradnjo prvega cesarja. Kitajski znak 城, ki pomeni mesto ali trdnjava, je fonosemantična sestavljenka radikala 'zemlja' 土 in fonetičnega 成, katerega starokitajska izgovorjava je bila rekonstruirana kot *deŋ. Prvotno se je nanašal na obzidje, ki je obdajalo tradicionalna kitajska mesta, in se je v širšem smislu uporabljal za te zidove okoli njihovih držav; danes pa se pogosteje uporablja v pomenu "mesto".
Daljše kitajsko ime »Deset tisoč lijev dolg zid« (t 萬里長城, s 万里长城, Wànlǐ Chángchéng) izvira iz Sima Čjanovega opisa v Zapisih, čeprav samega zidu ni poimenoval tako. Knjiga pesmi iz leta 493 n. št. navaja obmejnega generala Tan Daodžija, ki se sklicuje na »dolg zid, dolg 10.000 lijev«, kar je bližje sodobnemu imenu, vendar se ime v predmoderni dobi sicer redko pojavlja. Tradicionalna kitajska enota li (里 je bila pogosto nepravilna razdalja, ki je bila namenjena prikazu dolžine standardne vasi in se je spreminjala glede na teren, običajno pa je bila standardizirana na razdalje približno tretjino angleške milje (540 m). Vendar je ta uporaba besede »deset tisoč« (wàn) figurativna na podoben način kot grška in angleška miriada in preprosto pomeni »nešteto« ali »neizmerno«.
Zaradi povezave zidu z domnevno tiranijo prvega cesarja so se kitajske dinastije po Činu običajno izogibale imenovanju lastnih dodatkov k zidu z imenom »Dolgi zid«. Namesto tega so bili v srednjeveških zapisih uporabljeni različni izrazi, vključno z »meja(-e)« (塞, Sài), »obzidje(-a)« (垣, Yuán), »pregrada(-e)« (障, Zhàng), »zunanje trdnjave« (外堡, Wàibǎo) in »mejni zid(-i)« (t 邊牆, s 边墙, Biānqiáng). Med poetičnimi in neformalnimi imeni za zid sta bila Vijolična meja (紫塞, Zǐsài) in Zemeljski zmaj (t 土龍, s 土龙, Tǔlóng).[21] Šele v obdobju Čing je Dolgi zid postal splošen izraz za številne mejne zidove, ne glede na njihovo lokacijo ali dinastični izvor, kar je enakovredno izrazu Veliki zid v angleščini.
Odseki zidu v južni puščavi Gobi in mongolski stepi se včasih imenujejo Džingiskanov zid, čeprav Džingiskan sam ni zgradil nobenega zidu ali trajnih obrambnih linij.
Sedanje angleško ime se je razvilo iz poročil o "kitajskem zidu" zgodnjih sodobnih evropskih popotnikov. Do 19. stoletja je Veliki kitajski zid postal standard v angleščini in francoščini, čeprav ga drugi evropski jeziki, kot je nemščina ali slovenščina, še vedno imenujejo kitajski zid.

## Zgodovina

### Zgodnje obzidje
Kitajci so bili s tehnikami gradnje obzidja že seznanjeni v času spomladanskega in jesenskega obdobja med 8. in 5. stoletjem pr. n. št. V tem času in v poznejšem obdobju vojskujočih se držav so države Čin, Vei, Džao, Či, Han, Jan in Džongšan zgradile obsežne utrdbe za obrambo svojih meja. Zgrajene so bile tako, da so vzdržale napad z lahkim orožjem, kot so meči in sulice in so bile večinoma iz kamna ali pa so bili med deskami vtisnjeni zemlja in gramoz.
Država Čin je zmagala leta 221 pr. n. št.; njen vladar, zdaj prvi cesar združene Kitajske, je nameraval centralizirati oblast in preprečiti ponovni vzpon fevdalcev. Pri tem je ukazal uničenje delov obzidja, ki je delilo njegovo cesarstvo med nekdanjimi državami. Da bi se cesarstvo postavilo proti ljudstvu Šjongnu s severa, je ukazal gradnjo novega obzidja, ki bi povezalo preostale utrdbe vzdolž severne meje. »Gradi in pojdi naprej« je bilo osrednje vodilno načelo pri gradnji obzidja, kar je pomenilo, da Kitajci niso postavljali trajno določene meje.
Prevoz velike količine materialov, potrebnih za gradnjo, je bil težaven, zato so graditelji vedno poskušali uporabiti lokalne vire; kamen so uporabljali v gorskih območjih, medtem ko so pri gradnji na ravninah uporabljali nabito zemljo. Ni ohranjenih zgodovinskih zapisov, ki bi kazali natančno dolžino in potek obzidja dinastije Čin; večina starodavnih obzidij je skozi stoletja erodirala in danes je ostalo le malo delov. Kasneje so Han, severne dinastije in Sui vsi za velike stroške popravili, obnovili ali razširili dele Kitajskega zidu, da bi se branili pred severnimi napadalci. Dinastiji Tang in Song v regiji nista izvedli nobenih pomembnih prizadevanj. Dinastije, ki so jih ustanovile ne-Han etnične skupine, so prav tako zgradile obmejne zidove: Severni Vei pod vladavino Šjanbeija, Liao pod vladavino Khitanov, Džin pod vodstvom Džurčenov in Zahodni Šja, ki so ga ustanovili Tanguti in so stoletja vladali obsežnim ozemljem severne Kitajske, so vse zgradile obrambne zidove, čeprav so segali severneje – v okolico današnje Mongolije – kot utrdbe, ki so jih zgradili Han.

### Obdobji Ming in Qing
Dinastija Ming je po porazu proti Ojratom v bitki pri Tumu znatno prispevala h Kitajskemu zidu. Ta poraz se je zgodil v kontekstu dolgotrajnega konflikta z mongolskimi plemeni; zato je bila z gradnjo zidov vzdolž severne meje Kitajske uresničena nova obrambna strategija. Ob priznavanju mongolskega nadzora, vzpostavljenega v puščavi Ordos, je zid sledil južnemu robu puščave, namesto da bi vključeval ovinek Rumene reke.
Za razliko od prejšnjih utrdb je bila gradnja dinastije Ming močnejša in bolj dovršena zaradi uporabe opeke in kamna namesto zbite zemlje. Ocenjuje se, da je bilo na zidu zgrajenih do 25.000 stražnih stolpov. Ker so se mongolski napadi skozi leta občasno nadaljevali, je dinastija Ming namenila precejšnja sredstva za popravilo in okrepitev zidov; še posebej močni so bili odseki v bližini Pekinga, glavnega mesta dinastije Ming. Pod nadzorom generala Či Džiguanga je bilo med letoma 1567 in 1570 zgrajenih 1200 stražnih stolpov od prelaza Šanhaiguan do Čangpinga, deli zemeljskega zidu pa so bili obloženi z opeko.
Sredi 15. stoletja so Ming zgradili tudi tako imenovani zid Liaodong. Obdajal je kmetijsko središče province Liaodong in ga ščitil pred morebitnimi vdori Džurčen Mongolov Orijanghan s severozahoda in Džjandžov Džurčenov s severa. Čeprav so tukaj včasih uporabljali kamenje in ploščice, je bil sicer le zemeljski nasip z jarki na obeh straneh.
Proti koncu obdobja Ming je Kitajski zid pomagal braniti cesarstvo pred vdori Mandžurcev, ki so se začeli okoli leta 1600. Tudi po izgubi celotnega Liaodonga je vojska Ming obdržala močno utrjen prelaz Šanhai in preprečila Mandžurcem, da bi osvojili kitajsko središče. Mandžurci so končno lahko prečkali Kitajski zid leta 1644, potem ko je Peking že padel pod kratkotrajno dinastijo Šun Li Zičenga. Pred tem so Mandžurci večkrat prečkali Kitajski zid, da bi ga napadli, tokrat pa zaradi osvajanja. Vrata na prelazu Šanhaj je 25. maja odprl poveljujoči general dinastije Ming, Vu Sangui, ki je sklenil zavezništvo z Mandžurci v upanju, da bo s pomočjo Mandžurcev izgnal upornike iz Pekinga. Mandžurci so namesto tega hitro zavzeli Peking in sčasoma premagali tako dinastijo Šun kot preostali odpor dinastije Ming, s čimer so utrdili oblast dinastije Čing nad vso Kitajsko.
Pod vladavino Čingov in priključitvijo Mongolije k cesarstvu so se kitajske meje razširile onkraj Kitajskega zidu; dela na njem za obrambo meje so bila zato ustavljena. Gradnja se je kljub temu nadaljevala s projekti, kot je Vrbova palisada; po poti, podobni tisti Liaodongovega zidu dinastije Ming, naj bi preprečila migracijo Han Kitajcev v Mandžurijo.

### Tuji zapisi
Nobeden od Evropejcev, ki so obiskali Kitajsko ali Mongolijo v 13. in 14. stoletju, kot so Giovanni da Pian del Carpine, Viljem iz Rubrucka, Marco Polo, Odorik iz Pordenona in Giovanni de' Marignolli, ni omenil Kitajskega zidu.
Severnoafriški popotnik Ibn Battuta, ki je Kitajsko obiskal med dinastijo Juan okoli leta 1346, ni slišal za kitajski Kitajski zid, verjetno še preden je prispel na Kitajsko. V svojem potopisu Darilo tistim, ki premišljujejo o čudesih mest in čudesih potovanja, je zapisal, da je zid »šestdeset dni potovanja« od Zeituna (sodobni Čuandžou). Povezal ga je z legendo o zidu, omenjenem v Koranu, ki naj bi ga postavil Dhul-Karnajn (običajno povezan z Aleksandrom Velikim), da bi zaščitil ljudi v bližini dežele vzhajajočega sonca pred divjaki Goga in Magoga. Vendar Ibn Battuta ni mogel najti nikogar, ki bi ga videl ali poznal kogar koli, ki bi ga videl, kar nakazuje, da čeprav so bili takrat ostanki zidu še vedno prisotni, niso bili pomembni.
Kmalu po tem, ko so Evropejci v začetku 16. stoletja z ladjo prispeli na Kitajsko dinastije Ming, so se po Evropi začela širiti poročila o Velikem zidu, čeprav ga noben Evropejec ni videl še stoletje. Morda je eden najzgodnejših evropskih opisov zidu in njegovega pomena za obrambo države pred Tartari (tj. Mongoli) tisti, ki ga vsebuje João de Barros v delu Azija iz leta 1563. Druga zgodnja poročila v zahodnih virih vključujejo poročila Gasparja da Cruza, Benta de Goesa, Mattea Riccija in škofa Juana Gonzáleza de Mendoze, slednji ga je leta 1585 opisal kot »vrhunsko in mogočno delo« arhitekture, čeprav ga ni videl. Leta 1559 Gaspar da Cruz v svojem delu Razprava o Kitajski in sosednjih regijah ponuja zgodnjo razpravo o Kitajskem zidu. Morda je prvi zabeležen primer Evropejca, ki je dejansko vstopil na Kitajsko skozi Kitajski zid, iz leta 1605, ko je portugalski jezuitski brat Bento de Góis dosegel severozahodni prelaz Džiaju iz Indije. Zgodnja evropska poročila so bila večinoma skromna in empirična, kar je tesno odražalo sodobno kitajsko razumevanje zidu, čeprav so kasneje zdrsnila v hiperbolo, vključno z zmotno, a vseprisotno trditvijo, da so bili zidovi dinastije Ming isti kot tisti, ki jih je zgradil prvi cesar v 3. stoletju pred našim štetjem.
Ko je Kitajska po porazu v prvi in drugi opijski vojni odprla svoje meje za tuje trgovce in obiskovalce, je Veliki zid postal glavna atrakcija za turiste. Potopisi iz poznega 19. stoletja so še okrepili ugled in mitologijo Velikega zidu.

## Potek
Formalna definicija tega, kaj pomeni "Kitajski zid", ni bila dogovorjena, zaradi česar je celoten potek zidu težko opisati v celoti. Obrambne linije vsebujejo več odsekov obzidja in jarkov ter posamezne trdnjave.
Leta 2012 je Nacionalna uprava za kulturno dediščino Kitajske na podlagi obstoječih raziskav in rezultatov celovitega kartiranja ugotovila, da preostala najdišča, povezana s Kitajskim zidom, vključujejo 10.051 odsekov obzidja, 1764 okopov ali jarkov, 29.510 posameznih stavb in 2211 utrdb ali prehodov, pri čemer obzidje in jarki segajo v skupno dolžino 21.196,18 km. Nadalje je bilo ugotovljeno, da Kitajski zid dinastije Ming meri 8850 km. To sestavlja 6259 km odsekov obzidja, 359 km jarkov in 2232 km naravnih obrambnih ovir, kot so hribi in reke. Poleg tega so najdišča dinastije Čin, Han in starejšega dela zidu dolga skupno 3080 km; mejne utrdbe dinastije Džin (1115–1234) so dolge 4010 km; preostanek izvira iz časov Severnega Veija, Severnega Či, Sui, Tanga, Petih dinastij, Songa, Liaoja in Šišie. Približno polovica najdišč je v Notranji Mongoliji in Hebeju (31 % oziroma 19 %).

### Kitajski zid dinastije Han
Utrdbe Han se začnejo od prelaza Jumen in prelaza Jang, jugozahodno od mesta Dunhuang, v provinci Gansu. Razvaline najbolj oddaljenih mejnih postojank Han najdemo v Mamitu ('Konj izgubi pot') v bližini prelaza Jumen.

### Kitajski zid dinastije Ming
Prelaz Džjaju, ki je v provinci Gansu, je zahodni konec velikega zidu Ming. Od prelaza Džjaju zid nepretrgano poteka navzdol po koridorju Heši in v puščave Ningšia, kjer vstopi v zahodni rob zanke Rumene reke na Jinčuan. Tu so bili postavljeni prvi večji odseki v času dinastije Ming skozi puščavo Ordos do vzhodnega roba zanke Rumene reke. Tam se na prelazu Pjantov (poenostavljeno kitajsko: 偏头 关; tradicionalno kitajsko: 偏頭 關; pinjin: Piāntóuguān) v mestu Šindžov, provinca Šanši, se zid razcepi na dva, zunanji Kitajski zid (poenostavljeno kitajsko: 外 长城; tradicionalno kitajsko: 外 長城; pinjin: Wài Chǎngchéng) pa se razteza vzdolž meja notranje Mongolije s Šanšijem v provinci Hebej in notranji Kitajski zid (poenostavljeno kitajsko: 內 长城; tradicionalno kitajsko: 內 長城; pinjin: Nèi Chǎngchéng), ki teče jugovzhodno od prelaza Pjantov, približno 400 km in teče preko pomembnih prelazov, kot sta prelaz Pingšing in prelaz Janmen, preden se pridružita zunanjemu zidu v Sihaije (kitajsko: 四海 冶; pinjin: Sìhǎiyě), v pekinškem okrožju Jančing.
Deli Kitajskega zidu okoli Pekinga so bili pogosto prenovljeni in jih danes redno obiskujejo turisti. Veliki zid Badaling blizu Džangdžjakouja je najbolj znan del zidu, saj je bil to prvi del, ki je bil odprt za javnost v Ljudski republiki Kitajski; tujim dostojanstvenikom so ta del pokazali ob obiskih Kitajskega zidu. Kitajski zid Badaling je leta 2018 obiskalo skoraj 10 milijonov obiskovalcev, leta 2019 pa je bila uvedena dnevna omejitev 65.000 obiskovalcev. Južno od Badalinga je prelaz Džujong; ko so ga Kitajci uporabljali za zaščito svoje zemlje, je imel ta del zidu veliko stražarjev za obrambo prestolnice Peking. Ta del, zgrajen iz kamna in opeke iz hribov, je visok 7,8 m in širok 5 m.
Eden najbolj presenetljivih delov Kitajskega zidu dinastije Ming je tam, kjer se vzpenja po izjemno strmih pobočjih v Džinšanlingu. Tam je dolg 11 km, visok od 5 do 8 m in visok 6 m na dnu, na vrhu pa se zoži na 5 m. Vangjing Lou (t 望京樓, s {{lang|zh|望京楼, Wàngjīng Lóu) je eden od 67 opazovalnih stolpov Džinšanlinga, 980 m nadmorske višine. Jugovzhodno od tu je zid Mutianju, ki se vije vzdolž visokih, strmih gora od jugovzhoda proti severozahodu v dolžini 2,25 km. Povezan je s prelazom Džujonguan na zahodu in Gubeikoujem na vzhodu. Ta del je bil eden prvih, ki je bil obnovljen po pretresih kulturne revolucije.
Na robu Bohajskega zaliva je prelaz Šanhai, ki velja za tradicionalni konec Kitajskega zidu in »prvi prelaz pod nebom«. Del zidu znotraj prelaza Šanhai, ki se sreča z morjem, se imenuje Stara zmajeva glava. 3 km severno od prelaza Šanhai je Kitajski zid Džjaošan (t 焦山長城, s 焦山长城, Jiāoshān Chángchéng), mesto prve gore Kitajskega zidu. 15 km severovzhodno od Šanhaiguana je Džjumenkou (t 九門口, s 九门口, Jiǔménkǒu), ki je edini del zidu, ki je bil zgrajen kot most.
Leta 2009 so s pomočjo infrardečih daljinomerov in GPS naprav odkrili 180 km prej neznanih odsekov zidu Ming, skritih za hribi, jarki in rekami. Marca in aprila 2015 so ob meji avtonomne regije Ningšja in province Gansu odkrili devet odsekov s skupno dolžino več kot 10 km, za katere velja, da so del Kitajskega zidu.

## Značilnosti
Pred uporabo opeke je bil Kitajski zid zgrajen predvsem iz zbite zemlje, kamnov in lesa. V času dinastije Ming pa so se na mnogih delih zidu pogosto uporabljale opeke, prav tako materiali, kot so ploščice, apno in kamen. Zaradi velikosti in teže opek jih je bilo lažje obdelovati kot zemljo in kamen, zato se je gradnja pospešila. Poleg tega so opeke lahko prenesle večjo težo in bile bolj trpežne kot zbita zemlja. Kamen se lahko bolje drži lastne teže kot opeka, vendar ga je težje uporabljati. Zato so za temelje, notranje in zunanje robove ter prehode zidu uporabili kamne, razrezane v pravokotne oblike. Zgornji del velike večine zidu obdajajo obrambne vrzeli, visoke nekaj več kot 30 cm in široke približno 23 cm. Z obzidja so lahko stražarji opazovali okoliško zemljišče.
Lepljiva riževa malta, sestavljena iz lepljive riževe juhe, pomešane z gašenim apnom, se je pogosto uporabljala za vezivo za opeke; v malto ali kateri koli del zidu niso bile nikoli vključene človeške kosti ali deli telesa, v nasprotju z urbano legendo. Komunikacija med vojaškimi enotami vzdolž Kitajskega zidu, vključno z možnostjo klicanja okrepitev in opozarjanja garnizij na sovražnikove premike, je bila zelo pomembna. Signalni stolpi so bili zgrajeni na vrhovih hribov ali drugih visokih točkah vzdolž zidu zaradi njihove vidljivosti. Lesena vrata so se lahko uporabljala kot past proti tistim, ki bi šli skozi. V bližini notranje površine zidu so bile zgrajene barake, hlevi in orožarne.

## Stanje
Medtem ko so bili deli severno od Pekinga in v bližini turističnih središč ohranjeni in celo obsežno obnovljeni, je zid na mnogih drugih lokacijah v slabem stanju. Zid je včasih služil kot vir kamenja za gradnjo hiš in cest. Deli zidu so nagnjeni tudi k grafitom in vandalizmu, medtem ko so bile opeke z napisi ukradene in prodane na trgu za do 50 renminbijev. Deli so bili uničeni, da bi naredili prostor za gradnjo ali rudarjenje.
Poročilo Nacionalne uprave za kulturno dediščino iz leta 2012 navaja, da je izginilo 22 % Velikega zidu Ming, medtem ko je izginilo 1961 km zidu. Leta 2007 so ocenili, da bi lahko v naslednjih 20 letih zaradi erozije zaradi peščenih neviht izginilo več kot 60 km zidu v provinci Gansu. Na nekaterih mestih se je višina zidu zmanjšala z več kot 5 m na manj kot 2 m. Izginili so različni kvadratni razgledni stolpi, ki so značilni za najbolj znane podobe zidu. Številni zahodni deli zidu so bili zgrajeni iz blata in ne iz opeke in kamna, zato so bolj dovzetni za erozijo. Leta 2014 je bil del zidu blizu meje med provincama Liaoning in Hebej popravljen z betonom. Delo je bilo deležno številnih kritik.
Del zidu v provinci Šanši je bil leta 2023 močno poškodovan zaradi gradbenih delavcev, ki so razširili obstoječo vrzel v zidu, da bi naredili bližnjico za prehod bagra. Policija je dejanje opisala kot «nepopravljivo škodo celovitosti Velikega zidu dinastije Ming in varnosti kulturnih relikvij«.

## Legende
Po legendi naj bi v Kitajski zid kar zazidali trupla delavcev, ki so zaradi prenapornega dela umrli na njem. Zato zidu rečemo tudi zid žalosti in krvi. Sicer pa v njegovi notranjosti niso odkrili nobenih človeških ostankov.
Po drugi legendi novejšega izvora naj bi bil Kitajski zid edini objekt človeške izdelave, viden s prostim očesom z Lune. Ta zgodba se je pojavila v 18. stoletju na Zahodu in je verjetno dobila dodaten zagon po odkritju »kanalov« na Marsu. V ljudsko zavest se je še bolj usidrala z objavami v popularnih medijih, kot je Ripley's Believe it or Not. V resnici je zid mnogo preozek da bi ga lahko razločilo človeško oko s take razdalje, poleg tega ni dovolj kontrastne barve. Iz vesolja so ga videli le redki astronavti v nizki orbiti in ob idealnih svetlobnih pogojih.

## Galerija slik
- Položaj Kitajskega zidu na zemljevidu
- Veliki kitajski zid leta 1907, kot ga je fotografiral Herbert Ponting
- Notranjost opazovalnega stolpa
- Veliki kitajski zid v nepravih barvah na radarski sliki, april 2004
- Ostanki zidu dinastije Ming, blizu Jinčuana